# Miriam Urkia
Miriam Urkia Gonzalez (Aretxabaleta, 31 mars 1965) est une linguiste basque, académicienne, chef du département de lexicographie de l'UZEI. Diplômée en philologie basque à l'École EUTG de l'université de Deusto en 1988. Elle a eu comme professeurs Miren Azkarate et Patxi Altuna.